# BMP4
BMP4 (англ. Bone morphogenetic protein 4) – білок, який кодується однойменним геном, розташованим у людей на короткому плечі 14-ї хромосоми. Довжина поліпептидного ланцюга білка становить 408 амінокислот, а молекулярна маса — 46 555.
| 10         |  | 20         |  | 30         |  | 40         |  | 50         |
| ---------- |  | ---------- |  | ---------- |  | ---------- |  | ---------- |
| MIPGNRMLMV |  | VLLCQVLLGG |  | ASHASLIPET |  | GKKKVAEIQG |  | HAGGRRSGQS |
| HELLRDFEAT |  | LLQMFGLRRR |  | PQPSKSAVIP |  | DYMRDLYRLQ |  | SGEEEEEQIH |
| STGLEYPERP |  | ASRANTVRSF |  | HHEEHLENIP |  | GTSENSAFRF |  | LFNLSSIPEN |
| EVISSAELRL |  | FREQVDQGPD |  | WERGFHRINI |  | YEVMKPPAEV |  | VPGHLITRLL |
| DTRLVHHNVT |  | RWETFDVSPA |  | VLRWTREKQP |  | NYGLAIEVTH |  | LHQTRTHQGQ |
| HVRISRSLPQ |  | GSGNWAQLRP |  | LLVTFGHDGR |  | GHALTRRRRA |  | KRSPKHHSQR |
| ARKKNKNCRR |  | HSLYVDFSDV |  | GWNDWIVAPP |  | GYQAFYCHGD |  | CPFPLADHLN |
| STNHAIVQTL |  | VNSVNSSIPK |  | ACCVPTELSA |  | ISMLYLDEYD |  | KVVLKNYQEM |
| VVEGCGCR   |  |            |  |            |  |            |  |            |

A: Аланін

C: Цистеїн

D: Аспарагінова кислота

E: Глутамінова кислота

F: Фенілаланін

G: Гліцин

H: Гістидин

I: Ізолейцин

K: Лізин

L: Лейцин

M: Метіонін

N: Аспарагін

P: Пролін

Q: Глутамін

R: Аргінін

S: Серин

T: Треонін

V: Валін

W: Триптофан

Кодований геном білок за функціями належить до цитокінів, факторів росту, білків розвитку, фосфопротеїнів. 
Задіяний у таких біологічних процесах, як остеогенез, диференціація клітин. 
Локалізований у позаклітинному матриксі.
Також секретований назовні.